# Vangaži
Vangaži (deutsch Wangasch) ist eine Stadt mit 3.269 Einwohnern (Stand 1. Januar 2022) im mittleren Norden Lettlands.

## Geschichte
Der Ortsname ist eine Kombination der zwei livländischen Wörter vang (Feld) and aži (Platz). Vangaži wird zum ersten Mal im 17. Jahrhundert als Name einer Grundherrschaft genannt. Seit dem 17. Jahrhundert gab es hier ein Kloster. Die evangelisch-lutherische Kirche Vangaži wurde von 1780 bis 1789 erbaut. Im 19. Jahrhundert entstanden einige Manufakturen, besonders für die Produktion von Papier, Glas und Kupfergerät.
1955 wurden große Sand- und Kiesvorkommen entdeckt. Die Arbeitersiedlung „Oktober“ wurde 1961 Teil von Vangaži. 1957 erfolgte die Gründung eines Betonwerks. 1991 bekam Vangaži das Stadtrecht zugesprochen.

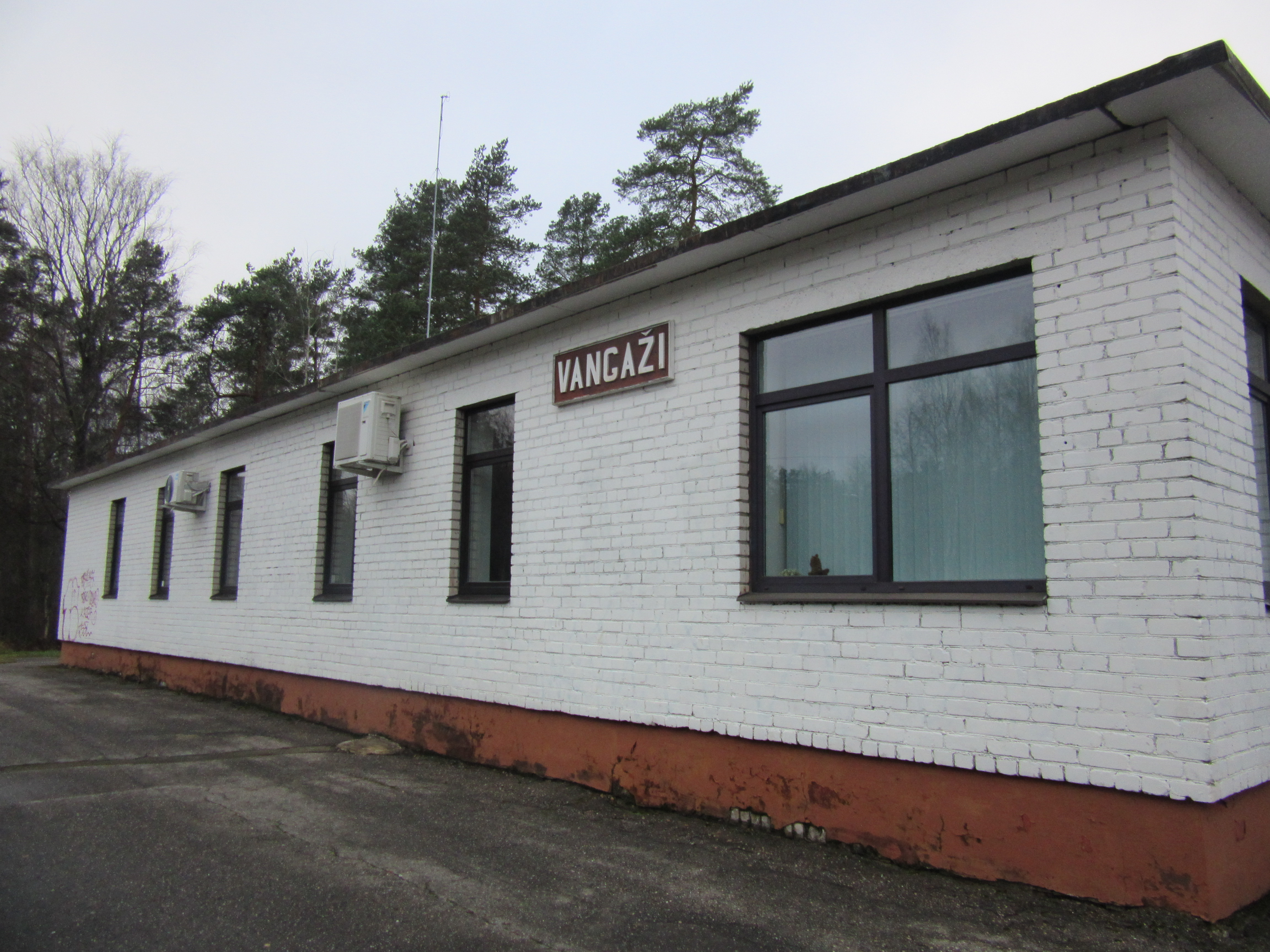
Bahnhof Vangaži

## Verkehr
Der Ort liegt direkt an der Fernstraße Autoceļš A2. Der Bahnhof Vangaži liegt an der Bahnstrecke Riga–Valga.

## Sport
1968–1991 hatte Vangaži einen relativ starken Fußballclub, zuerst Celtnieks Vangaži genannt, dann umbenannt in Betons Vangaži. Dieser spielte sogar 1989–1991 in der Virslīga, der höchsten Fußballliga in Lettland.